# Port lotniczy Savoonga
Port lotniczy Savoonga (ang. Savoonga Airport) – port lotniczy w Savoonga, w Stanach Zjednoczonych, w stanie Alaska, w okręgu niezorganizowanym, w obszarze spisowym Nome. Miejscowość wraz z lotniskiem znajduje się na wyspie Świętego Wawrzyńca. 

## Loty
| Kierunek | Linie      |
| -------- | ---------- |
| Nome     | Bering Air |
| Gambell  | Bering Air |

Przed bankructwem i zaprzestaniem wszystkich operacji, Ravn Alaska obsługiwał lotnisko z wielu lokalizacji.